# La Línea de la Concepción
La Línea de la Concepción ist eine spanische Stadt in der Provinz Cádiz im Süden der Autonomen Region Andalusien. Sie liegt an der Nordgrenze der Halbinsel Gibraltar. Bis zur Provinzhauptstadt Cádiz sind es 134 Kilometer.

## Geschichte
Ab 1730 wurde die Grenze zu Gibraltar durch Bollwerke befestigt. Nach und nach siedelten sich Gewerbetreibende an, sodass sich ein Weiler bildete, der zunächst von der Gemeinde San Roque abhängig war. 1810 wurden die von Philipp V. errichteten Festungswerke im Zusammenhang mit dem spanischen Unabhängigkeitskrieg von den Engländern zerstört. Am 17. Januar 1870 wurde der Ort von San Roque unabhängig. Die nun eigenständige Gemeinde hatte nur 300 Einwohner und nannte sich La Línea de Gibraltar. Ab 1883 erscheint der Name La Línea de la Concepción in den Akten und im Jahre 1913 erhielt der Ort unter diesem Namen von König Alfons XIII. die Stadtrechte verliehen.
La Línea gilt aufgrund seiner geografischen Nähe zu Marokko heute als eines der Haupteinfallstore für den Schmuggel von Haschisch in die Europäische Union. Polizisten schätzen, dass hier bis zu zehn Schnellboote pro Nacht Drogen an Land bringen, wofür vor Ort rund 30 clanartig strukturierte Banden mit jeweils bis zu 100 Mitgliedern aktiv sein sollen.
Wegen der in der Nähe liegenden Raffinerie Gibraltar-San-Roque hat La Línea eine sehr schlechte Luftqualität.

## Sehenswürdigkeiten
- Kirche Inmaculada Concepción, 1879 erbaut
- Ruinen der Festung Santa Barbara, abseits des Stadtzentrums
- Stierkampfarena, 1885 errichtet
- Stierkampfmuseum
- Kunstmuseum Cruz Herrera, mit über 200 Exponaten des Malers José Cruz Herrera

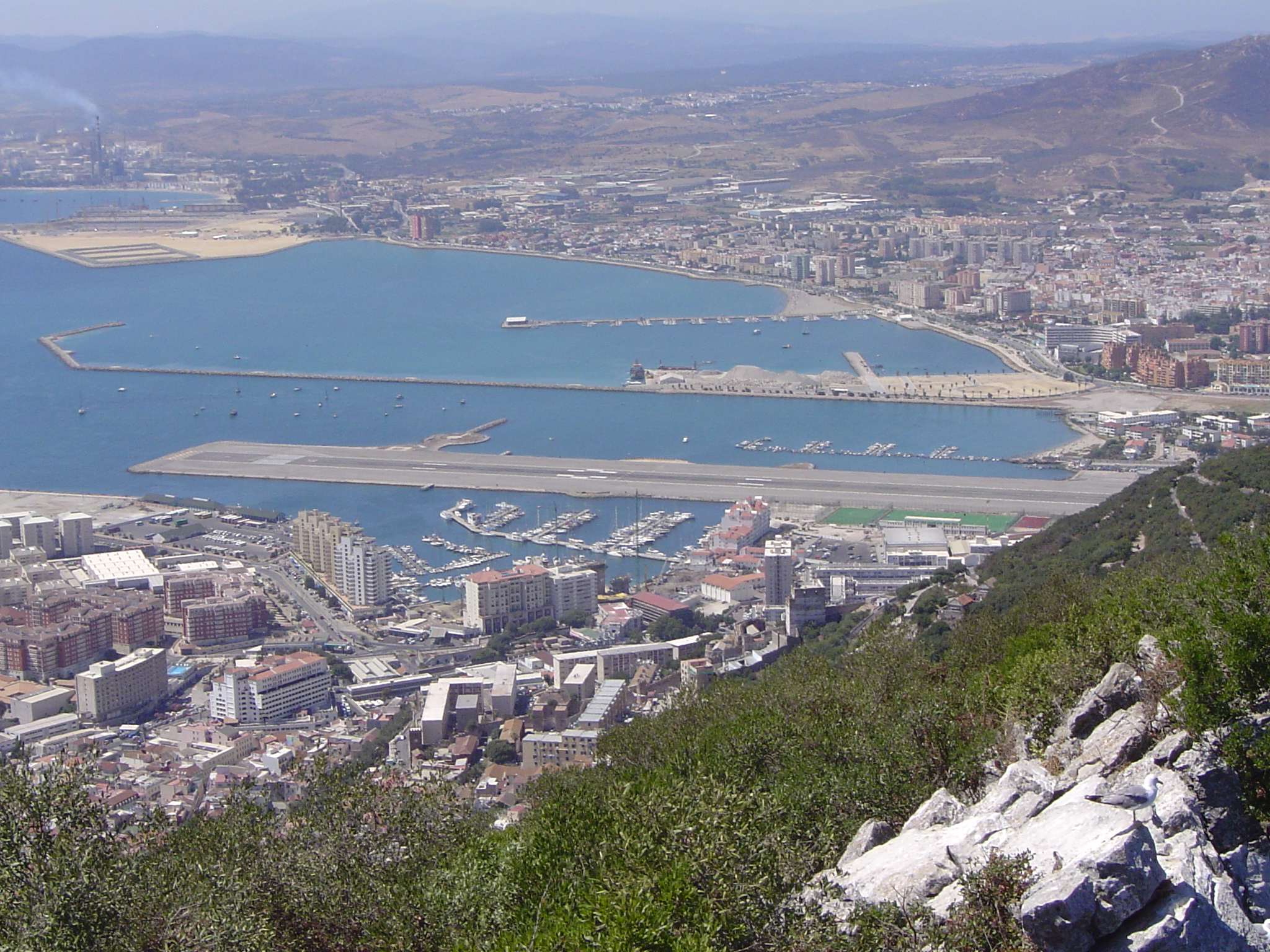
La Línea de la Concepción
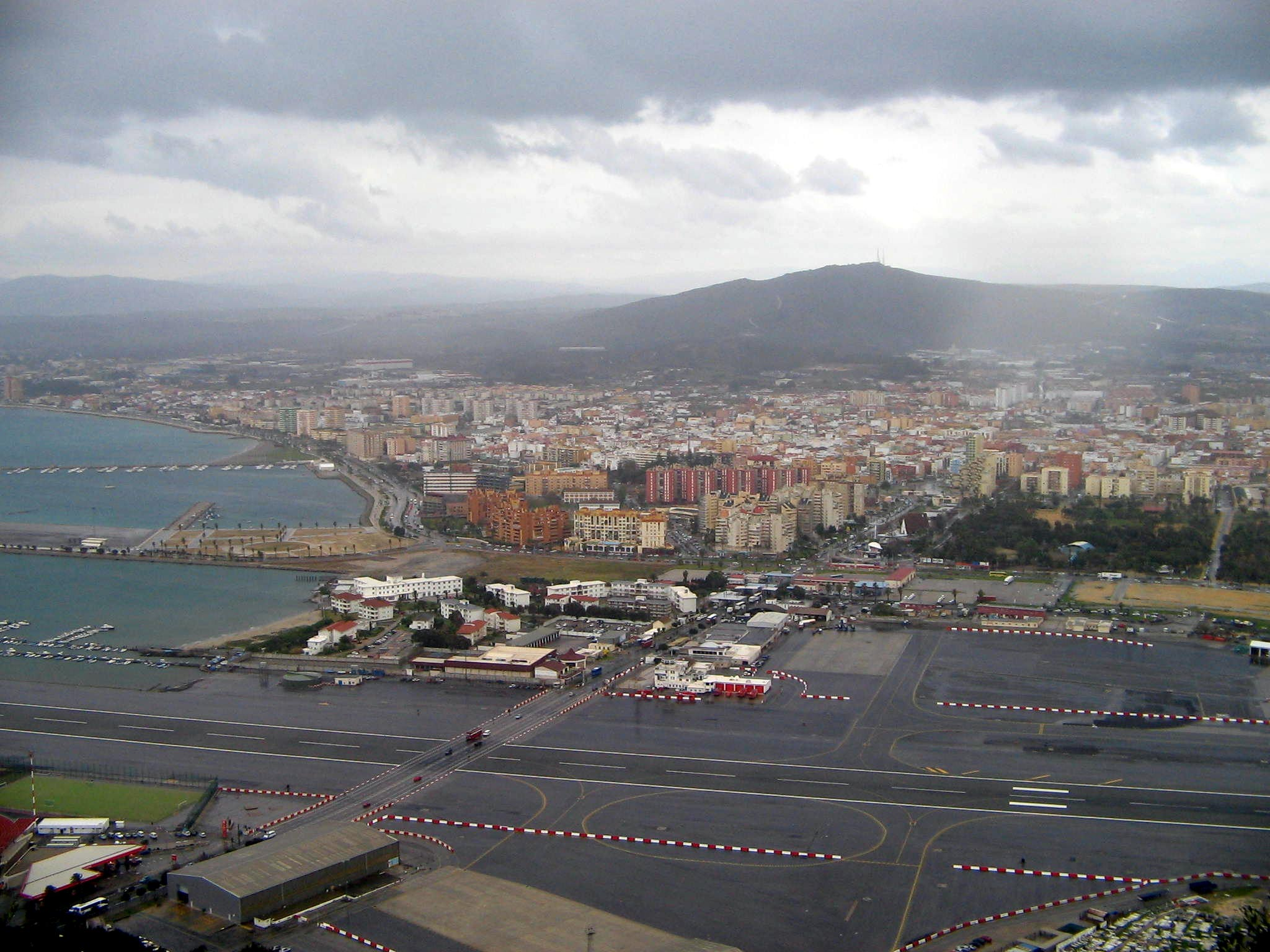
La Línea de la Concepción
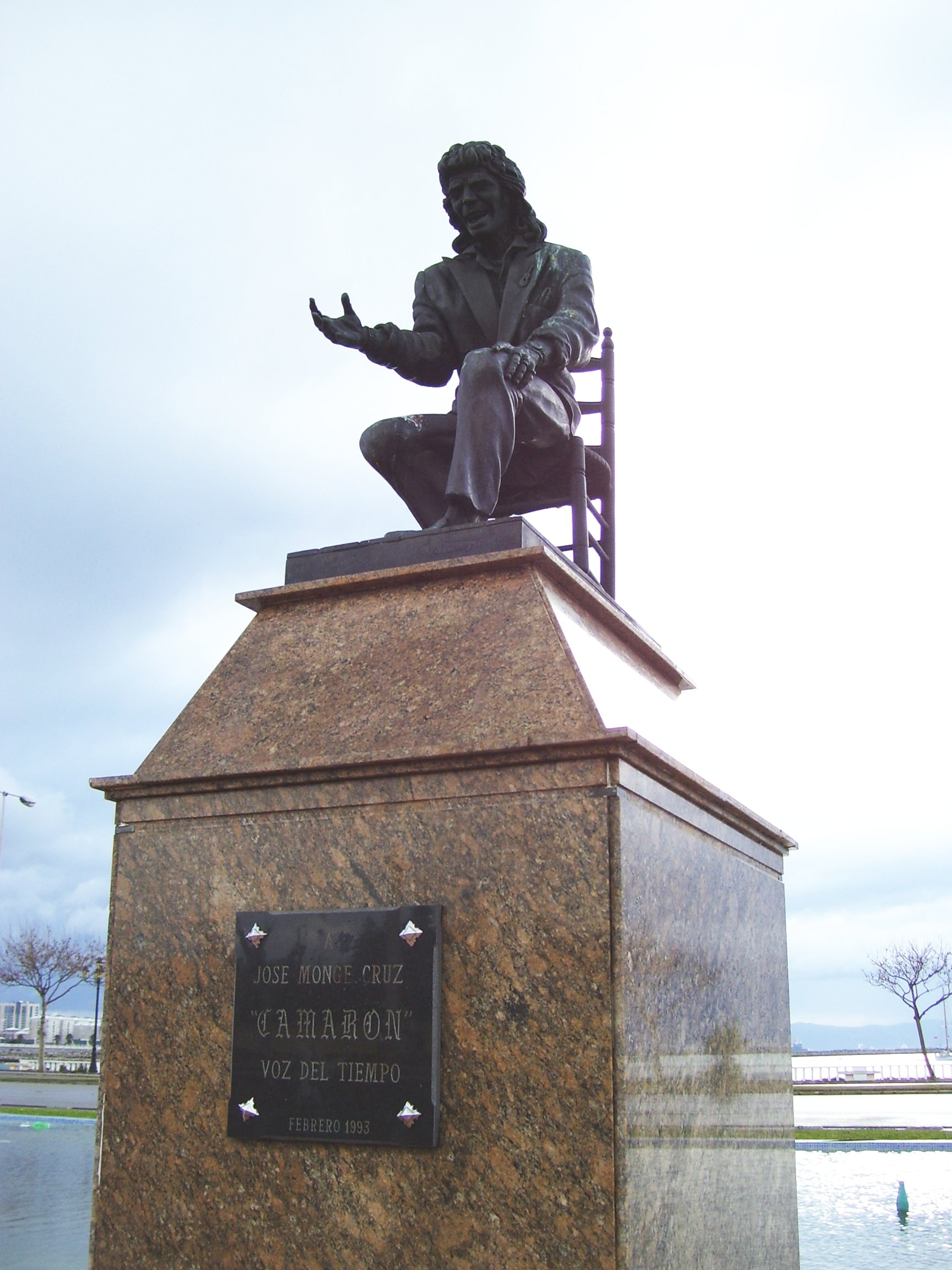
Denkmal Camarón de la Isla

## Märkte
Jeden Mittwochvormittag außer eine Woche vor Kirmesbeginn und während der Kirmes findet in La Línea ein großer Markt statt, auf dem man Lebensmittel, Kleidung und weitere Dinge kaufen kann. Des Weiteren gibt es werktäglich einen kleinen Straßenmarkt in der Innenstadt auf dem sowohl Kleidung als auch Lebensmittel angeboten werden.

## Persönlichkeiten
- Manny Charlton (1941–2022), Gitarrist und Musikproduzent